# فال دي سان مارتين
بلدية فال دي سان مارتين (بالإسبانية: Val de San Martín) هي بلدية تقع في مقاطعة سرقسطة التابعة لمنطقة أراغون شمال شرق إسبانيا.

## الديموغرافيا
بلغ عدد سكان بلدية فال دي سان مارتين 80 نسمة عام 2011 (وفقاً للمعهد الوطني الإسباني للإحصاء).
| 74 | 75 | 90 | 84 | 89 | 85 | 80 |